# Гус (община)
Гус (нидерл. Goes) — община в провинции Зеландия (Нидерланды). Административный центр — город Гус. По данным на 1 апреля 2011 года население общины составляло 36.816 человек.

## История
Община была образована 1 января 1970 года путём объединения находящихся на полуострове Зёйд-Бевеланд общин Гус, Хер-Аредскерке, Каттендейк, Клутинге и Волпхартсдейк.

## Состав
В состав общины Гус входят следующие населённые пункты (в скобках — численность населения на 1 января 2010 года):
- Гус (26 920)
- Клутинге (3 148)
- Волпхартсдейк (2 061)
- Хер-Хендрикскиндерен (1 363)
- Хер-Арендскерке (1 347)
- Вильхельминадорп (776)
- Каттендейк (556)
- Ауд-Саббинге (231)
- Эйндевеге (223)

а также хутора Блаувевейк, Де-Гру, Гусе-Сас, Монникендейк, Нордейнде, Планкетент, Родевейк, Слёйс-де-Пит, Тервартен, Ванскиндерен и Виссекерке.